# Павел Герджиков (дарител)
Павел Йованович Герджиков е български търговец, бегликчия и дарител, роден в Татар Пазарарджик, по произход е от село Копривщица.

## Биография
Павел Герджиков е роден 8 май 1810 г. в семейството на бегълци след третото опожаряване на селото от кърджалиите (1793, 1804 и 1809). Тези хора се прибират у дома и наново съграждат дом, на река Тополка, в близост с къщата на Каравелови. Срещу тяхната къща се е намирал дървения Герджиков мост, на мястото на който през 1958 г. е построен новия Мост на свободата. Около 1840 г. е повикан от баща си и се завръща в градчето. Родителите му избират за невеста 16 годишната Рада Петрова Азманова (10 август 1826 – 1905), за която да се ожени. Между добре въртяните къщни задължения тя била и вапцар (бояджия на тъкани). С различни отвари боядисвала, изработвала дрехи, черги, кебета, макати, за което била назначила дори помощнички. Освен с това се занимавала с абаджийство и била членка и касиерка на женското благотворително дружество „Благовещение“ в Копривщица. Домът им бил обзаведен с хубава покъщнина, донесена от Цариград: килими, сервизи и една новост във вид на голяма газена лампа. По това време Герджиков е представител в Общинския съвет, избран от жителите на Тороман мхала. Като член на еснафа на копривщенските бегликчии взима участие при разпределянето на средствата за училища, черкви, чешми и определянето къде да се направи калдъръм. Обществената дейност го свързва като член на училищното настоятелство между учебните години 1959 – 1863 г. През 1851 г., в Копривщица се открива и първото девическо училище той и Петко Догана изпращат дъщерите да се изучават в него. След Априлското въстание е бит и изтезаван заради познанствата с други поборници.
Когато е назначен за секретар на бегликчията Салчо Чалъков посещава Епир, Тесалия, Босна, Херцеговина, Сърбия, Халкидика, известно време е живял и в Атон.
След като му е нанесен побой в околностите на връх „Св. Никола“ и в дома му по време на въстанието с приклади на пушки, отива в Пловдив при децата си, за да търси лечение от последствията. Почива в този град на 19 септември 1882 г.

## Дарителска дейност
Павел Герджиков имал събрани книги, списания, вестници на някои, от които помагал със средства при тяхното издаване. Той е записан на първо място, а след него са джелепите и Тодор Десьоолу като дарители на храма Успение Богородично и местното училище. В „Успение Богородично“ е е записан като един от ктиторите за изписването на иконите „Св. Евстатий“ на Захарий Зограф и „Св. Иван Рилски“ от Йован Иконописец.

## Семейство
След Освобождението поради нарастналия недоимък и безизходица, вследствие на новите икономически условия по-голямата част от наследниците му се местят да живеят в Пловдив.
- Съпруга: Рада Петрова Азманова (10 август 1826 – 1905).
- Деца: Анастасия, Иван, (баща на Михаил Герджиков), Теодор, Мария, Никола, Рада, Анна, Антон (Тончо) и Катерина.